# Veranópolis ECRC
Veranópolis ECRC is een Braziliaanse voetbalclub uit Veranópolis in de staat Rio Grande do Sul.